# Fredrik Samuel Silverstolpe
Fredrik Samuel Silverstolpe, född den 28 december 1769 Stockholm, död den 2 december 1851 i Stockholm, var en svensk diplomat, ämbetsman, författare, tonsättare och tecknare. Han var son till riksbankskommissarien Fredrik Silverstolpe och friherrinnan Eleonora Catharina Leijonhufvud och från 1812 gift med friherrinnan Fredrika Carolina Mannerheim. Han var bror till Axel Gabriel och Gustaf Abraham Silverstolpe samt systerson till Axel Gabriel Leijonhufvud. 
Under sin uppväxt lärde Silverstolpe känna Pehr Hörberg och övertalades av honom att studera arkitektur vid Konstakademien. En av hans första arbetsuppgifter var att tillsammans med Hörberg var att kopiera arkitekturritningar och som tack för hjälpen fick han Hörbergs första självbiografi. Han utbildade sig även som privatelev i arkitektur för Louis Jean Desprez. Parallellt med arkitekturstudierna hade han från 1786 en tjänst som konduktör vid överintendentskontoret men övergick några år senare att studera vid Uppsala. 
Efter studierna valde han att arbeta inom den diplomatiska banan och han blev 1793 andre sekreterare vid utrikeskabinettet och 1796 utnämndes han till chargé d´affaires i Wien. Han blev kammarherre 1802 och utsågs till chargé d´affaires i S:t Petersburg 1805. Sedan han på egen begäran befriats från tjänsten 1807 användes hans tjänst för tillfälliga diplomatiska uppdrag innan han blev chef för Överintendentsämbetet 1813–1836 och chef för Kongl. Museum, preses för Konstakademien. 
Han uppges vara den sista som regelbundet bar stångpiska i Stockholm och fick därigenom öknamnet Silverperuken. han framträdde även som sångkompositör och utgav bland annat Skalderdstycken i fri översättning 1829–1832, Biographie af J.M. Kraus 1833 och Några återblickar på rygtets, snillet och  konsternas verld 1841. Han blev ledamot nr. 181 av Kungliga Musikaliska Akademien den 27 mars 1798 och hedersledamot i Konstakademien 1813. Hans konst består förutom av arkitektstudier av modeller, landskapsmålningar i gouache. Silverstolpe är representerad vid Nationalmuseum, Uppsala universitetsbibliotek och Rosersbergs slott.

## Familj

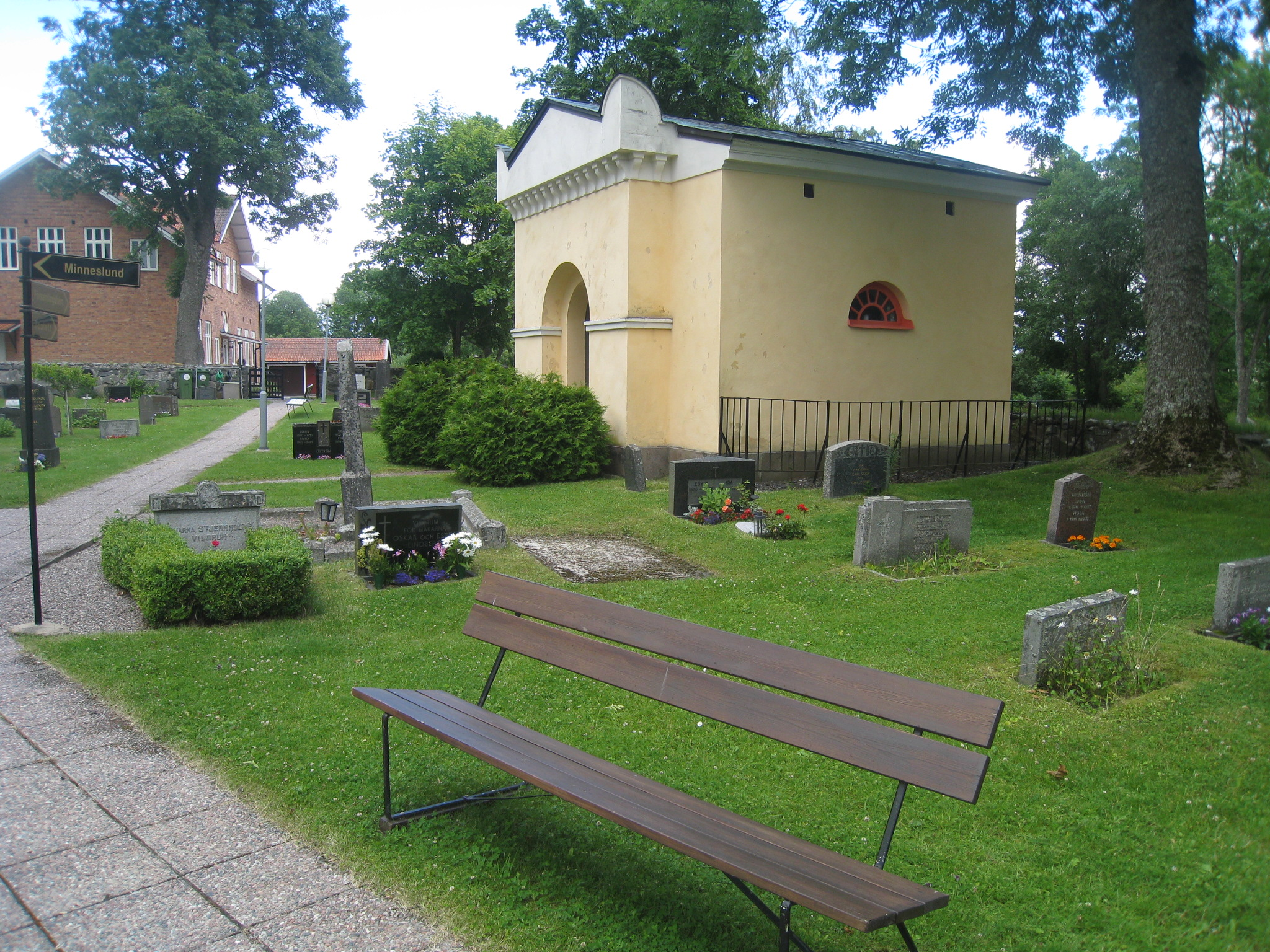
Silverstolpeska gravkoret uppfördes 1840. Här vilar Fredrik Samuel Silverstolpe och hans hustru Fredrika Carolina Mannerheim till Näs herrgård och deras ende son Fredrik Silverstolpe. Arkitekt var Samuel Enander.

År 1812, då Fredrik Samuel Silverstolpe var 43 år gifte han sig med den då endast 22-åriga Fredrika Carolina Mannerheim, dotter till dåvarande ägaren till Näs herrgård, friherre Lars Augustin Mannerheim. Följande år fick paret en son, Fredrik August. Lille Fredrik, som han kallas, dog 1828 endast 15 år gammal i mässlingen. Fredrik är begravd med sina föräldrar i det Silverstolpska gravkoret på Rö kyrkogård. När hustrun och hennes två systrar ärvde Näs 1835 hade Fredrik Samuel Silverstolpe avslutat sin karriär som diplomat och ämbetsman. Från 1837 var familjen Silverstolpe ägare till Näs herrgård i nästan tvåhundra år.

## Gravmonument
På kyrkogården vid Rö kyrka i Husby, Skederid och Rö församling i Roslagen finns ett gravkor över Fredrik Samuel Silverstolpe och hans hustru Fredrika Mannerheim till Näs (1790-1864) och deras ende son, som levde 1812-1828. Monumentet är byggt runt en stor tumba av sandsten och det ritades av arkitekten och konduktören vid Överintendentsämbetet Samuel Enander omkring 1840.